# Condado de Juniata
El condado de Juniata (en inglés: Juniata County), fundado en 1831, es uno de 67 condados del estado estadounidense de Pensilvania. En el año 2000 tenía una población de 22,821 habitantes con una densidad poblacional de 22 personas por km². La sede del condado es Mifflintown.

## Geografía
Según la Oficina del Censo, el condado tiene un área total de 1020 km² (393,8 mi²), de la cual 1015 km² (391,9 mi²) es tierra y 5 km² (1,9 mi²) (0.50%) es agua.

### Condados adyacentes
- Condado de Snyder (norte)
- Condado de Northumberland (este)
- Condado de Dauphin (sureste)
- Condado de Perry (sur)
- Condado de Franklin (suroeste)
- Condado de Huntingdon (oeste)
- Condado de Mifflin (noroeste)

## Demografía
Según el censo de 2000, había 22,821 personas, 8,584 hogares y 6,463 familias residiendo en la localidad. La densidad de población era de 22 hab./km². Había 10,031 viviendas con una densidad media de 10 viviendas/km². El 98.05% de los habitantes eran blancos, el 0.37% afroamericanos, el 0.14% amerindios, el 0.25% asiáticos, el 0.17% isleños del Pacífico, el 0.50% de otras razas y el 0.51% pertenecía a dos o más razas. El 1.62% de la población eran hispanos o latinos de cualquier raza.

## Localidades

### Boroughs
Mifflin |
Mifflintown |
Port Royal |
Thompsontown

### Municipios
Beale |
Delaware |
Fayette |
Fermanagh |
Greenwood |
Lack |
Milford |
Monroe |
Spruce Hill |
Susquehanna |
Turbett |
Tuscarora |
Walker

### Lugares designados por el censo
East Salem |
East Waterford |
McAlisterville |
México |
Richfield

### Villas

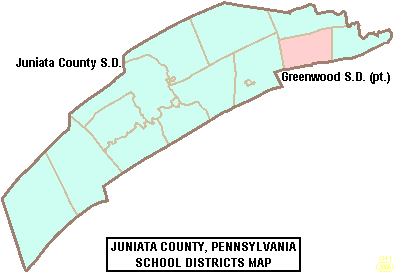
Mapa de los distritos escolares del condado de Juniata

- Arch Rock
- Bunkertown
- Tuscarora
- East Salem
- Van Dyke
- Cross Keys
- Licking Creek
- Evendale
- Centre
- Walnut
- Oriental
- Seven Stars
- Pfoutz Valley
- Black Log (Dommers Efficiency)
- Honey Grove
- Van Wert
- Oakland Mills
- Reeds Gap (Partyville)
- Beale (Villa Fred N Walters Home)Mapa de los distritos escolares del condado de Juniata